# Donald Henry Gaskins
 (novembre 2012).
Si vous disposez d'ouvrages ou d'articles de référence ou si vous connaissez des sites web de qualité traitant du thème abordé ici, merci de compléter l'article en donnant les références utiles à sa vérifiabilité et en les liant à la section « Notes et références ».
Donald Henry « Pee Wee » Gaskins Jr. (né le 31 mars 1933 dans le comté de Florence en Caroline du Sud — mort le 6 septembre 1991 à Columbia, Caroline du Sud) est un voleur, kidnappeur, violeur, tueur en série et tueur à gages américain dont le nombre de meurtres entre 1953 et septembre 1982 pourrait atteindre la centaine. Condamné à la peine de mort pour neuf d'entre eux, il fut exécuté par la chaise électrique.

## Biographie
Gaskin est né dans le Comté de Florence, en Caroline du Sud. Le nom de jeune fille de sa mère était Parrott, dont il fut le dernier né de sa lignée d'enfants illégitimes. Sa jeunesse fut marquée par un grand nombre de négligences, sa mère ne le supervisant pas du tout. Quand Gaskin eut 1 an, il but une bouteille de kérosène qui lui provoqua de nombreuses convulsions par la suite, jusqu'à l'âge de trois ans. Il a également subi des terreurs nocturnes. Il a également été violenté à de nombreuses reprises par plusieurs de ses "beaux-pères". Comme il était assez petit pour son âge (1,50 m), il gagna très rapidement le surnom de Pee Wee.
Après l'école, il se marie et travaille dans une plantation de tabac. Il est arrêté en 1953 et accusé de tentative de meurtre après avoir utilisé un marteau pour attaquer une adolescente qui, selon lui, l'avait insulté. Il est condamné à six ans d'emprisonnement à l'établissement correctionnel central. Après avoir été violé en prison, il a tué l'homme le plus redouté de la prison, Hazel Brazell. En conséquence, il a reçu trois années supplémentaires de prison. Il s'est échappé de prison en 1955 en se cachant à l'arrière d'un camion à ordures et a fui en Floride. Il est arrêté à nouveau, renvoyé en détention provisoire et libéré en août 1961.
À la suite de sa libération de prison il commet des cambriolages. Deux ans après sa libération conditionnelle il est arrêté pour le viol d'une fille de douze ans, mais il s'est enfui en attendant sa condamnation. Il est arrêté en Géorgie et est condamné à huit ans d'emprisonnement. Il est libéré en novembre 1968. À sa sortie il déménage dans la ville de Sumter et travaille avec la compagnie Fort Roofing. Sa première victime de meurtre était un auto-stoppeur qu'il a torturé et assassiné en septembre 1969, avant de couler son corps dans un marécage. Il a torturé et mutilé ses victimes, tout en essayant de les maintenir en vie aussi longtemps que possible. Il avoua ensuite avoir tué quatre vingt personnes,.
En novembre 1970 il tue pour des raisons personnelles, sa propre nièce, Janice Kirby, âgée de 15 ans, et son amie Patricia Ann Alsbrook, âgée de 17 ans, qu'il a battues a mort après avoir tenté de les agresser sexuellement en Caroline du Sud. D'autres victimes ont été tuées pour diverses raisons: parce qu'elles se sont moquées de lui. En 1973 il a violé et assassiné deux de ses voisines : Doreen Dempsey, âgée de 23 ans et à 8 mois de grossesse, et sa fille de deux ans. Personne ne soupçonnait que Gaskins était un tueur en série sadique, mais certains savaient qu'il était prêt à commettre un meurtre pour une récompense raisonnable. En février 1975, une femme nommée Suzanne Kipper Owens a embauché Gaskins pour tuer son petit ami, Silas Barnwell Yates. Afin de couvrir le meurtre, Gaskins a fini par tuer quatre autres personnes.
Il est arrêté le 14 novembre 1975, lorsqu'un associé criminel du nom de Walter Neeley a avoué à la police qu'il avait été témoin des meurtres de Dennis Bellamy, âgé de 28 ans, et Johnny Knight, âgé de 15 ans. Neeley a avoué à la police que Gaskins lui avait confié avoir tué plusieurs personnes qui avaient été portées disparues au cours des cinq dernières années, et lui avait indiqué où elles ont été enterrées. Le 4 décembre 1975, Gaskins a conduit la police sur un terrain, où la police a découvert les corps de huit de ses victimes.
Gaskins est jugé sur huit chefs d'accusation d'assassinat le 24 mai 1976, reconnu coupable le 28 mai et condamné à mort, une peine commuée en prison à vie lorsque la peine de mort en Caroline du Sud fut suspendue.
Le 2 septembre 1982, Gaskins commit un ultime assassinat en prison, qui lui valut le titre de « l'homme le plus cruel d'Amérique ». Pendant son incarcération au bloc de haute sécurité de l'établissement correctionnel de Caroline du Sud (en), Gaskins tua Rudolph Tyner, un détenu du couloir de la mort condamné pour avoir tué William Byron Moon (47 ans) et sa femme Myrtie Will Sheets Moon (48 ans) lors d'un vol à main armée raté dans leur magasin à Burgess (en), le 18 mars 1978. Leur fils, Richard Tony Cimo (1946-2001) en ayant marre de voir la peine du meurtrier de ses parents constamment différée d'appel en appel, démarcha Gaskins pour qu'il le tue. 
Gaskins tenta de tuer plusieurs fois Tyner en empoisonnant sa nourriture et sa boisson, sans jamais y parvenir. Il se tourna donc vers les explosifs. Pour ce faire, Gaskins piégea une radio portable (chargée de C-4) et la donna à Tyner pour qu'il puisse communiquer entre eux. Légèrement retardé, Tyner suivit les instructions de Gaskins à la lettre : à un moment convenu à l'avance, il porta à son oreille l'un des haut-parleurs de la radio. C'est alors que Gaskins déclencha le dispositif, à distance depuis sa cellule, ce qui eut pour effet de tuer Tyner. Plus tard, il déclara : « La dernière chose qu’il [Tyner] a entendue, c’est moi qui riais. ». Gaskins fut jugé pour le meurtre de Tyner et condamné à la peine de mort, le 24 mars 1983. 
L'histoire du meurtre de Tyner par Gaskins a été adaptée au cinéma en 1986, Vengeance, l'histoire de Tony Cimo. Brad Dourif y interprète Gaskins, dont le nom a été modifié en raison de son appel de la peine de mort au moment du tournage. Le règlement pénitentiaire de Caroline du Sud lui interdisait de participer au film pour des raisons de sécurité, notamment le refus de divulguer ses droits à la personnalité.
Dans le couloir de la mort, il raconta son histoire à un journaliste du nom de Wilton Earle. Il affirma avoir commis entre 100 et 110 meurtres, dont celui, très médiatisé, de Margaret Edwards “Peg” Cuttino, la fille de 13 ans du sénateur de l'État de Caroline du Sud, James Cuttino Jr (1924-1999), le 18 décembre 1970 à Wedgefield. À noter que le tueur en série William Pierce avait déjà revendiqué ce meurtre plusieurs années auparavant.

## Exécution
Gaskins fut exécuté le 6 septembre 1991 à 01h10. Il devint ainsi la quatrième personne (après Joseph Carl Shaw (en) en 1985, James Terry Roach (en) en 1986 et Ronald Rusty Woomer en 1990) à périr sur la chaise électrique du Pénitencier de fleuve Broad (en) (BRCI) de Caroline du Sud, à la suite du rétablissement de la peine de mort par la Cour suprême des États-Unis en 1976. 
Gaskins est la dernière personne à avoir été exécutée par électrocution en Caroline du Sud, sans avoir eu le choix d'une méthode alternative (l'injection létale ne fut introduite dans l'État qu'en 1995). 
Quelques heures seulement avant qu'il ne soit mis à mort, il tenta de se suicider en tailladant ses poignets avec une lame de rasoir qu'il avait avalé la semaine précédente. Ses derniers mots furent : « Je vais laisser mes avocats parler pour moi. Je suis prêt à y aller ».